# Лібіг
23°17′20″ пд. ш. 131°21′52″ сх. д. / 23.288888888889° пд. ш. 131.36444444444° сх. д.
Лібіг (англ. Liebig) — гора в Центральній Австралії. Лежить трохи на північ від південного тропіка і приблизно на 300 кілометрів на захід від Аліс-Спрінгса. Висота — 1267 метрів. Найвища вершина хребта Мак-Донелл. Найближче велике озеро — Маккей, що пересихає. Назву гірської вершині на честь німецького вченого Юстуса фон Лібіха дав дослідник Ернест Джайлс.